# Discografia de Everglow (grupo musical)
A discografia de EVERGLOW, um grupo feminino sul-coreano, consiste em três extended plays e cinco single álbuns. 
O EVERGLOW fez sua estreia em 18 de março de 2019 com o single álbum Arrival Of EVERGLOW, liderado pelo single "Bon Bon Chocolat". No mesmo ano, lançou o single "Adios" e em 2020 "Dun Dun", que respectivamente alcançararam os picos de 2° e 3° lugar na parada World Digital Song Sales, evidenciando a presença global do grupo. Também em 2020 o grupo lançou o single "La Di Da", nomeado a melhor música de K-pop do ano pela Billboard.

## Extended plays(EPs)
| Título             | Detalhes | Melhores posições nas tabelas | Melhores posições nas tabelas | Melhores posições nas tabelas | Melhores posições nas tabelas | Vendas                         |
| Título             | Detalhes | COR                           | JAP                           | JAP Hot                       | EUA World                     | Vendas                         |
| ------------------ | --- | ----------------------------- | ----------------------------- | ----------------------------- | ----------------------------- | ------------------------------ |
| reminiscence       | - Lançamento: 3 de fevereiro de 2020 - Gravadora: Yuehua Entertainment - Formatos: CD, download digital, streaming Lista de faixas 1. "Salute" 2. "Dun Dun" 3. "Player" 4. "No Lie"                             | 4                             | 48                            | 90                            | 14                            | - : 29,469 - : 1,649 - : 1,000 |
| -77.82X-78.29      | - Lançamento: 21 de setembro de 2020 - Gravadora: Yuehua Entertainment - Formatos: CD, download digital, streaming Lista de faixas 1. "La Di Da" 2. "Untouchable" 3. "Gxxd Boy" 4. "No Good Reason"             | 4                             | —                             | —                             | —                             | - : 49,388                     |
| Return of The Girl | - Laçamento: 1 de dezembro de 2021 - Gravadora: Yuehua Entertainment - Formatos: CD, download digital, streaming Lista de faixas 1. "Back Together" 2. "Pirate" 3. "Don't Speak" 4. "Nighty Night" 5. "Company" | 10                            | —                             | —                             | —                             | - : 46,015                     |

## SingleÁlbuns
| Título              | Detalhes | Melhores posições nas tabelas | Vendas                        |
| Título              | Detalhes | COR                           | Vendas                        |
| ------------------- | --- | ----------------------------- | ----------------------------- |
| Arrival Of EVERGLOW | - Lançamento: 18 de março de 2019 - Gravadora: Yuehua Entertainment - Formatos: CD, download digital,streaming Faixas 1. "Moon" 2. "Bon Bon Chocolat" 3. "D+1"               | 6                             | - : 25,851[carece de fontes?] |
| Hush                | - Lançamento: 19 de agosto de 2019 - Gravadora: Yuehua Entertainment - Formatos: CD, download digital, streaming Faixas 1. "Hush" 2. "Adios" 3. "You Don't Know Me"          | 5                             | - : 25,171                    |
| Last Melody         | - Lançamento: 25 de maio de 2021 - Gravadora:Yuehua Entertainment - Formatos: CD, download digital, streaming Faixas 1. "First" 2. "Don't Ask Don't Tell" 3. "Please Please" | 4                             | - : 52,934                    |
| All My Girls        | - Lançamento: 18 de agosto de 2023 - Gravadora: Yuehua Entertainment - Formatos: CD, download digital, streamingFaixas 1. "Slay" 2. "Oh Ma Ma God" 3. "Make Me Feel"         | 13                            | - : 44,144                    |
| Zombie              | - Lançamento: 10 de junho de 2024 - Gravadora: Yuehua Entertainment - Formatos: CD, download digital, streaming - Faixas 1. "Zombie" 2. "Colourz" 3. "Back 2 Luv"            | 9                             | - : 32,794                    |

## Singles
| Título                                                                                   | Ano  | Melhores posições nas tabelas | Melhores posições nas tabelas | Melhores posições nas tabelas | Melhores posições nas tabelas | Vendas    | Álbum               |
| Título                                                                                   | Ano  | COR                           | COR Hot                       | JAP Hot                       | EUA World                     | Vendas    | Álbum               |
| ---------------------------------------------------------------------------------------- | ---- | ----------------------------- | ----------------------------- | ----------------------------- | ----------------------------- | --------- | ------------------- |
| "Bon Bon Chocolat" (hangul: 봉봉쇼콜라)                                                  | 2019 | —                             | —                             | —                             | 5                             | - : 5,000 | Arrival of EVERGLOW |
| "Adios"                                                                                  | 2019 | —                             | 74                            | —                             | 2                             | - : 1,000 | Hush                |
| "Dun Dun"                                                                                | 2020 | 63[carece de fontes?]         | 85                            | 61                            | 3                             | - : 1,000 | reminiscence        |
| "La Di Da"                                                                               | 2020 | 138[carece de fontes?]        | —                             | —                             | 5                             | —         | -77.82x-78.29       |
| "First"                                                                                  | 2021 | 64                            | —                             | —                             | 5                             | —         | Last Melody         |
| "Pirate"                                                                                 | 2021 | 100                           | —                             | —                             | 13                            | —         | Return of The Girl  |
| "Slay"                                                                                   | 2023 | 83                            | —                             | —                             | 13                            | —         | All My Girls        |
| "Zombie"                                                                                 | 2024 | 43                            | —                             | —                             | —                             | —         | Zombie              |
| "—" indica lançamentos que não figuraram nas paradas ou não foram lançados nessa região. |      |                               |                               |                               |                               |           |                     |

### Outras canções cartografadas
| Título                                                                                   | Ano  | Melhores posições nas paradas | Melhores posições nas paradas | Vendas    | Álbum       |
| Título                                                                                   | Ano  | [ 24 ]                        | EUA World                     | Vendas    | Álbum       |
| ---------------------------------------------------------------------------------------- | ---- | ----------------------------- | ----------------------------- | --------- | ----------- |
| "Hush"                                                                                   | 2019 | —                             | 8                             | - : 1,000 | Hush        |
| "You Don't Know Me"                                                                      | 2019 | —                             | 10                            | —         | Hush        |
| "DON'T ASK DON'T TELL"                                                                   | 2021 | —                             | 20                            | —         | Last Melody |
| "PLEASE PLEASE"                                                                          | 2021 | —                             | 21                            | —         | Last Melody |
| "Colourz"                                                                                | 2024 | 126                           | —                             | —         | Zombie      |
| "Back 2 Luv"                                                                             | 2024 | 146                           | —                             | —         | Zombie      |
| "—" indica lançamentos que não figuraram nas paradas ou não foram lançados nessa região. |      |                               |                               |           |             |

## Trilha Sonora
| Título                                                                                   | Ano  | Melhores posições nas tabelas | Álbum                      |
| Título                                                                                   | Ano  | COR                           | Álbum                      |
| ---------------------------------------------------------------------------------------- | ---- | ----------------------------- | -------------------------- |
| "Let Me Dance"                                                                           | 2020 | —                             | The Spies Who Loved Me OST |
| "—" indica lançamentos que não figuraram nas paradas ou não foram lançados nessa região. |      |                               |                            |

## Outros lançamentos
| Título                                                                                   | Ano  | Melhores posições nas tabelas | Album            |
| Título                                                                                   | Ano  | COR                           | Album            |
| ---------------------------------------------------------------------------------------- | ---- | ----------------------------- | ---------------- |
| "Promise (for UNICEF Promise Campaign)"                                                  | 2021 | —                             | Single sem álbum |
| "Pirate (R3HAB Remix)" (com R3HAB)                                                       | 2022 | —                             | Single sem álbum |
| "Ghost Light" (com TheFatRat)                                                            | 2022 | —                             | Single sem álbum |
| "—" indica lançamentos que não figuraram nas paradas ou não foram lançados nessa região. |      |                               |                  |

## Videografia

### Videoclipes
| Ano  | Videoclipe                              | Diretor(es)                                           | Ref.                |
| ---- | --------------------------------------- | ----------------------------------------------------- | ------------------- |
| 2019 | "Bon Bon Chocolat" (hangul: 봉봉쇼콜라) | Beomjin (VM Project Architecture)                     | [ 26 ]              |
| 2019 | "Adios"                                 | Woogie Kim (Mother)                                   | [carece de fontes?] |
| 2020 | "DUN DUN"                               | Woogie Kim (Mother)                                   | [carece de fontes?] |
| 2020 | "LA DI DA"                              | Woogie Kim (Mother)                                   | [ 27 ]              |
| 2021 | "FIRST"                                 | Woogie Kim (Mother)                                   | [ 28 ]              |
| 2021 | "Promise (for UNICEF Promise Campaing)" | Eunbi Jung (Mother)                                   | [carece de fontes?] |
| 2021 | "Pirate"                                | Kim Youngjo, Yoo Seungwoo (Naive Creative Production) | [ 29 ]              |
|      | "Slay"                                  | Kwon Yong-soo, You Won-shik (Studio Saccharin)        | [ 30 ]              |
|      | "Zombie"                                | Ziyong Kim (Fantazy Lab)                              | [ 31 ]              |